# Ipomopsis
Ipomopsis es un género de plantas con flores de la familia Polemoniaceae. 

## Especies
- Ipomopsis aggregata  (Pursh) V.E.Grant
- Ipomopsis arizonica  (Greene) Wherry
- Ipomopsis rubra (L.) Wherry
- Ipomopsis sancti-spiritus  Wilken & R.A.Fletcher

## Sinonimia
- Batanthes,
- Callisteris[1]